# Milionia woodlarkiana
Milionia woodlarkiana là một loài bướm đêm trong họ Geometridae.